# Fissistigma kwangsiense
Fissistigma kwangsiense Tsiang & P.T.Li – gatunek rośliny z rodziny flaszowcowatych (Annonaceae Juss.). Występuje naturalnie w Wietnamie oraz południowych Chinach (w południowej części prowincji Junnan oraz regionie autonomicznym Kuangsi). 

## Morfologia
PokrójZimozielone i zdrewniałe liany dorastające do 6 m wysokości.
LiścieMają kształt od podłużnego do podłużnie lancetowatego. Mierzą 7–8 cm długości oraz 2–4 cm szerokości. Są mniej lub bardziej owłosione od spodu. Nasada liścia jest zaokrąglona. Blaszka liściowa jest o ostrym wierzchołku. Ogonek liściowy jest omszony i dorasta do 5 mm długości.
KwiatyZebrane w kłębiki, rozwijają się naprzeciwlegle do liści. Działki kielicha mają podłużnie owalny kształt, są owłosione od wewnętrznej strony i dorastają do 6 mm długości. Płatki zewnętrzne mają podłużnie owalny kształt, są owłosione od wewnątrz i osiągają do 6 mm długości, natomiast wewnętrzne są nieco większe (mierzą do 8 mm długości) i także są owłosione od wewnętrznej strony. Kwiaty mają owłosione słupki o podłużnie owalnym kształcie.

## Biologia i ekologia
Rośnie w gęstych lasach. Występuje na wysokości do 500 m n.p.m. Kwitnie od lutego do września, natomiast owoce pojawiają się od czerwca do listopada.